# Santuario de Nuestra Señora de la Piedad (Madre Soberana)
El Santuario de Nuestra Señora de la Piedad, también conocido como el Santuario de la Madre Soberana, ubicado en la parroquia de São Sebastião, en Loulé, región del Algarve, es uno de los santuarios marianos más importantes de Portugal y que en su celebración anual se reconoce como "la mayor manifestación religiosa al sur de Fátima".

## Historia

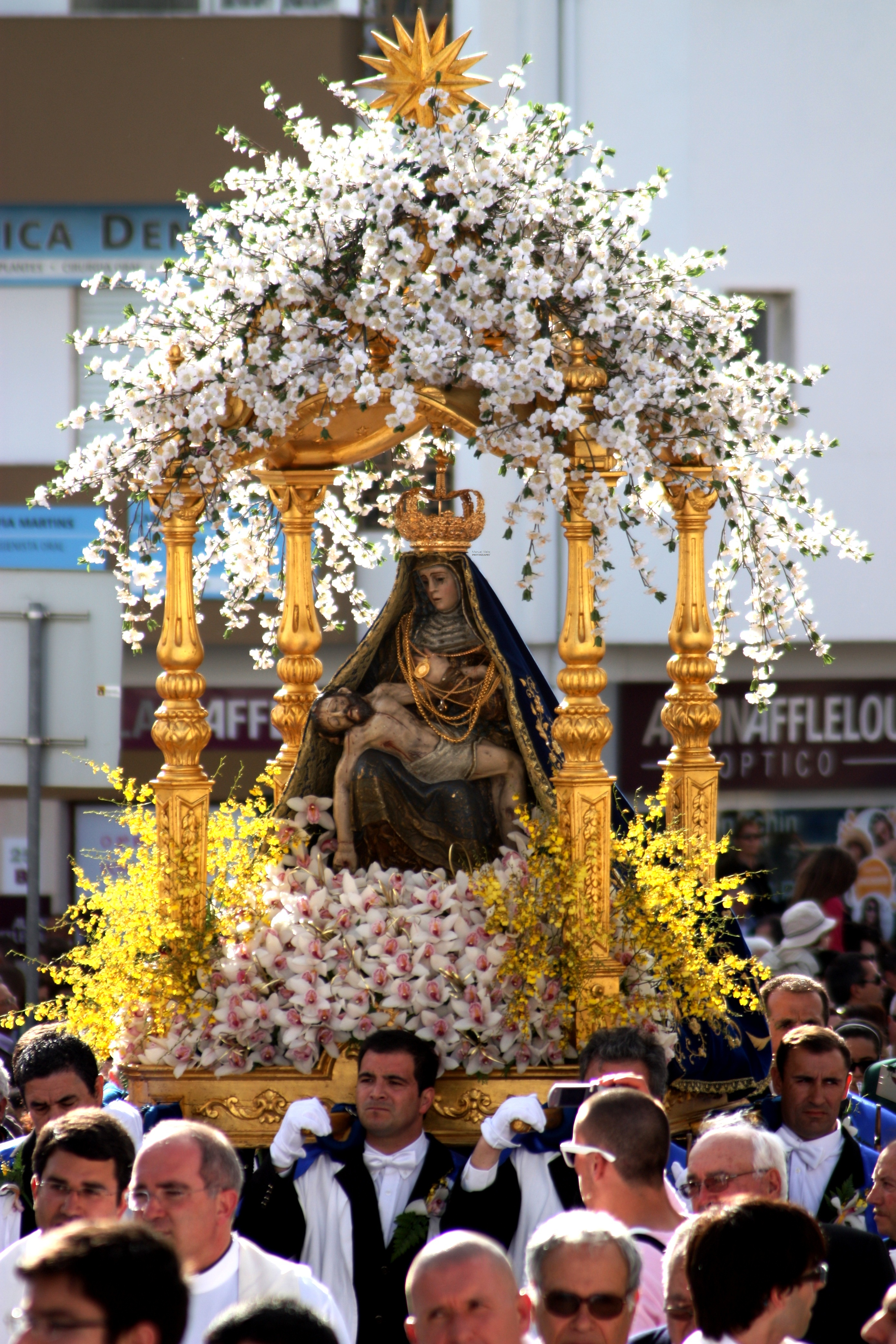
Procesión de Nuestra Señora de la Piedad sob la advocación mariana de Madre Soberana (en Loulé, Algarve).

De acuerdo con los registros existentes de la Orden de Santiago, la capilla de Nuestra Señora de la Piedad fue construida en el año de 1553 sobre un cerro situado cerca del centro urbano de Loulé y al lado de una carretera principal que, desde la época romana, conecta São Brás de Alportel, Loulé y Boliqueime. La actual ermita, del siglo XVIII, se levanta en el lugar del edificio más antiguo y es un magnífico mirador de la ciudad, de los campos de alrededor y del mar. Su estructura arquitectónica es sencilla: altar mayor con retablo de talla del siglo XVIII; la imagen de la patrona, de dramática expresión, es del siglo XVII. En una de las paredes, una cruz en azulejo, con figuración del siglo XVIII.
La antiquísima devoción a la Bienaventurada Virgen María como Madre Soberana que abarca la ciudad de Loulé y un vasto círculo del Algarve tiene su punto álgido en el segundo domingo después de la Pascua, siendo sus andas llevadas en procesión por un grupo de hombres, a paso rápido, por el abrupto camino de acceso al santuario.